# Hockey op de Olympische Zomerspelen 1948
Hockey is een van de sporten die beoefend werden tijdens de Olympische Zomerspelen 1948 in Londen.
Er namen 13 herenteams deel aan dit toernooi.
Deze 13 teams werden over drie groepen verdeeld, die een halve competitie speelden, de groepwinnaars en de nummer 2 van groep C plaatsten zich voor de halve finales.

## Heren

### Voorronde

#### Groep A
| datum      | land       | uitslag | land       |
| ---------- | ---------- | ------- | ---------- |
| 31 juli    | India      | 8 – 0   | Oostenrijk |
| 2 augustus | Spanje     | 2 – 3   | Argentinië |
| 4 augustus | India      | 9 – 1   | Argentinië |
| 4 augustus | Spanje     | 1 – 1   | Oostenrijk |
| 6 augustus | Oostenrijk | 1 – 1   | Argentinië |
| 6 augustus | India      | 2 – 0   | Spanje     |

| Rang | Land       | Wed | W | G | V | DV | DT |    | Ptn |
| ---- | ---------- | --- | - | - | - | -- | -- | -- | --- |
| 1    | India      | 3   | 3 | 0 | 0 | 19 | 1  | 18 | 6   |
| 2    | Argentinië | 3   | 1 | 1 | 1 | 5  | 12 | -7 | 3   |
| 3    | Oostenrijk | 3   | 0 | 2 | 1 | 2  | 10 | -8 | 2   |
| 4    | Spanje     | 3   | 0 | 1 | 2 | 3  | 6  | -3 | 1   |

#### Groep B
| datum      | land             | uitslag | land             |
| ---------- | ---------------- | ------- | ---------------- |
| 31 juli    | Groot-Brittannië | 0 – 0   | Zwitserland      |
| 3 augustus | Afghanistan      | 2 – 0   | Verenigde Staten |
| 5 augustus | Afghanistan      | 1 – 1   | Zwitserland      |
| 5 augustus | Groot-Brittannië | 11 – 0  | Verenigde Staten |
| 7 augustus | Groot-Brittannië | 8 – 0   | Afghanistan      |
| 7 augustus | Zwitserland      | 3 – 1   | Verenigde Staten |

| Rang | Land             | Wed | W | G | V | DV | DT |     | Ptn |
| ---- | ---------------- | --- | - | - | - | -- | -- | --- | --- |
| 1    | Groot-Brittannië | 3   | 2 | 1 | 0 | 19 | 0  | 19  | 5   |
| 2    | Zwitserland      | 3   | 1 | 2 | 0 | 4  | 2  | 2   | 4   |
| 3    | Afghanistan      | 3   | 1 | 1 | 1 | 3  | 9  | -6  | 3   |
| 4    | Verenigde Staten | 3   | 0 | 0 | 3 | 1  | 16 | -15 | 0   |

#### Groep C
| datum      | land      | uitslag | land       |
| ---------- | --------- | ------- | ---------- |
| 31 juli    | Nederland | 4 – 1   | België     |
| 31 juli    | Frankrijk | 2 – 2   | Denemarken |
| 2 augustus | Pakistan  | 2 – 1   | België     |
| 2 augustus | Nederland | 4 – 1   | Denemarken |
| 3 augustus | Nederland | 2 – 0   | Frankrijk  |
| 3 augustus | Pakistan  | 9 – 0   | Denemarken |
| 5 augustus | Pakistan  | 3 – 1   | Frankrijk  |
| 5 augustus | België    | 2 – 1   | Denemarken |
| 7 augustus | Nederland | 1 – 6   | Pakistan   |
| 7 augustus | Frankrijk | 1 – 2   | België     |

| Rang | Land       | Wed | W | G | V | DV | DT |     | Ptn |
| ---- | ---------- | --- | - | - | - | -- | -- | --- | --- |
| 1    | Pakistan   | 4   | 4 | 0 | 0 | 20 | 3  | 17  | 8   |
| 2    | Nederland  | 4   | 3 | 0 | 1 | 11 | 8  | 3   | 6   |
| 3    | België     | 4   | 2 | 0 | 2 | 6  | 8  | -2  | 4   |
| 4    | Frankrijk  | 4   | 0 | 1 | 3 | 4  | 9  | -5  | 1   |
| 5    | Denemarken | 4   | 0 | 1 | 3 | 4  | 17 | -13 | 1   |

### Halve Finales
| datum      | land             | uitslag | land      |
| ---------- | ---------------- | ------- | --------- |
| 9 augustus | Groot-Brittannië | 2 – 0   | Pakistan  |
| 9 augustus | India            | 2 – 1   | Nederland |

### Bronzen Finale
| datum       | land      | uitslag | land     |
| ----------- | --------- | ------- | -------- |
| 12 augustus | Nederland | 1 – 1   | Pakistan |
| 13 augustus | Nederland | 4 – 1   | Pakistan |

### Finale
| datum       | land  | uitslag | land             |
| ----------- | ----- | ------- | ---------------- |
| 15 augustus | India | 4 – 0   | Groot-Brittannië |

### Eindrangschikking
| rang   | land | sporter(s) |
| ------ | ---- | --- |
| Goud   | IND  | Leslie Claudius, Keshav Dutt, Walter D'Souza, Lawrie Fernandes, Ranganathan Francis, Gerry Glacken, Akhtar Hussain, Patrick Jansen, Amir Kumar, Kishan Lal, Leo Pinto, Jaswant Singh Rajput, Latifur Rehman, Reginald Rodrigues, Balbir Singh sr., Randhir Singh Gentle, Grahanandan Singh, Kunwar Digvijay Singh, Trilochan Singh, Maxie Vaz |
| Zilver | GBR  | Robert Adlard, Norman Borrett, David Brodie, Ronald Davis, William Griffiths, Frederick Lindsay, William Lindsay, John Peake, Frank Reynolds, George Sime, Michael Walford, William White |
| Brons  | NED  | André Boerstra, Henk Bouwman, Piet Bromberg, Harry Derckx, Han Drijver, Dik Esser, Roepie Kruize, Jenne Langhout, Dick Loggere, Ton Richter, Eddy Tiel, Wim van Heel |
| 4      | PAK  | Masood Ahmed, Anwar Baig, Mukhtar Bhatti, Hamidullah Burki, Ali Dara, Milton D'Mello, Abdul Hamid, Mahmoodul Hassan, Abdul Ghafoor Khan, Abdul Qayyum Khan, Muhammad Niaz Khan, Shahzada Khurram, Aziz Malik, Mohamad Abdul Razzaq, Azizur Rehman, Sheikh Rehmatullah, Syed Muhammad Salim, Shahzada Shahrukh, Khawaja Muhammad Taqi          |
| —      | ARG  | Roberto Anderson, Luis Bianchi, Juan Brigo, Roberto Marquez, Carlos Mercali, Tomas Quinn, Valerio Sánchez, Luis Scally, Tomas Scally, Tomas Wade, Jorge Wilson, Antonio ZucchiOscar Arata, Guillermo Dolan, Oscar Vinnue |
| —      | SUI  | Roland Eger, Otto Grolimund, Emil Grub, Hans Gruner, Roger Jenzer, Fritz Kehrer, Fridolin Kurmann, Pierre Pasche, Jean Rippstein, Jean-Pierre Roche, Alois Schlee, Eugen Siegrist, Fritz Stuhlinger, Karl Vogt, Hans Walser |
| —      | BEL  | Lucien Boekmans, Robert Cayman, Henri Delaval, José Delaval, Jean Dubois, Jean-Jacques Enderlé, Roger Goossens, Jacques Kielbaye, Harold Mechelynck, Henri Niemegeerts, Joseph Van Muylders, Lucien Van Weydeveld, André WaterkeynJean-Marie Jadoul, Jean-Jacques Moucq, Paul Toussaint                                                       |
| —      | AUT  | Adam Bischof, Karl Brandl, Karl Holzapfel, Johann Koller, Franz Lovato, Walter Niederle, Oskar Nowak, Karl Ördögh, Franz Raule, Friedrich Rückert, Ernst Schala, Franz StrachotaSiegfried Egger, Wolfgang Klee, Josef Pecanka |
| —      | AFG  | Mohamad Attai, G. Jagi, Mohamad Khogaini, Bakhteyar Mangal, Abdul Nooristani, A. J. Nooristani, Din Mohd Nooristani, Jahan Nooristani, M. J. Nooristani, M. K. Nooristani, Mohd Amin Nooristani, Ahmad Tajik, Nasrullah Totakhail, A. G. Yusufzai                                                                                             |
| —      | FRA  | Bernard Boone, Jacques Butin, Guy Chevalier, Jean-François Dubessay, Claude Hauet, Jean Hauet, Michel Lacroix, Robert Lucas, Diran Manoukian, André Meyer, Philippe Reynaud, Jean Rouget, Jacques Thieffry, Pierre Vandame |
| —      | ESP  | Manuel Agustín, Jaime Allende, Ricardo Cabot Boix, Juan del Campo, Enrique Estébanos Vela, Pedro Farreras Valenti, Pedro Gasset, Eduardo Jardón Ron, Fernando Jardón Ron, Francisco Jardón Ron, Luis Pratsmasó, Manuel Royes Bohigas, Rafael Ruiz, Enrique Sáinz Ortueta                                                                      |
| —      | USA  | Donald Buck, Claus Gerson, Henry Goode, Frederick Hewitt, William Kurtz, Hendrick Lubbers, Harry Marcoplos, Kurt Orban, John Renwick, Sanders Sims, John Slade, Walter Stude, Felix Ucko, William WilsonDavid Cuffmann, Phillip Schoettle |
| —      | DEN  | Preben Blach, Ernest Bohr, Otto Busch, Eigil Hansen, Jørgen Robert Hansen, Vagn Hansen, Johannes Robert Jensen, Egon Johansen, Svend Jørgensen, Vagn Loft, Erling Nielsen, Jørgen Boye Nielsen, Poul Moll Nielsen, Henrik Sørensen, Thormod Thomsen, Mogens Venge                                                                             |

Londen 1908 · 
Antwerpen 1920 · 
Amsterdam 1928 · 
Los Angeles 1932 · 
Berlijn 1936 · 
Londen 1948 · 
Helsinki 1952 · 
Melbourne 1956 · 
Rome 1960 · 
Tokio 1964 · 
Mexico-stad 1968 · 
München 1972 · 
Montréal 1976 · 
Moskou 1980 · 
Los Angeles 1984 · 
Seoel 1988 · 
Barcelona 1992 · 
Atlanta 1996 · 
Sydney 2000 · 
Athene 2004 · 
Peking 2008 · 
Londen 2012 · 
Rio de Janeiro 2016 · 
Tokio 2020 · 
Parijs 2024 · 
Los Angeles 2028 
Medaillewinnaars
Atletiek · Basketbal · Boksen · Gewichtheffen · Hockey · Kanovaren · Lacrosse (demonstratie) · Moderne vijfkamp · Kunstwedstrijden · Paardensport · Roeien · Schermen · Schietsport · Schoonspringen · Turnen · Voetbal · Waterpolo · Wielersport · Worstelen · Zeilen · Zwemmen